# Hermann-Josef Stipp
Hermann-Josef Stipp (* 12. Mai 1954 in Ingelheim am Rhein) ist ein deutscher römisch-katholischer Theologe.

## Leben
Von 1973 bis 1979 studierte Stipp Katholische Theologie, Philosophie, Semitische Sprachen und Pädagogik an der Universität Mainz. Er promovierte an der Universität Tübingen bei Walter Groß zum Dr. theol. Von 2000 bis 2004 war Stipp als Professor für Altes Testament am Fachbereich Katholische Theologie der Universität Mainz tätig. Von 2004 bis zu seiner Emeritierung am 1. Oktober 2018 lehrte Stipp als Professor für alttestamentliche Theologie an der Katholisch-Theologischen Fakultät der Ludwig-Maximilians-Universität München. Stipp ist verheiratet und hat drei Kinder.

## Werke (Auswahl)
- Elischa - Propheten - Gottesmänner. Die Kompositionsgeschichte des Elischazyklus und verwandter Texte, rekonstruiert auf der Basis von Text- und Literarkritik zu 1 Kön 20.22 und 2 Kön 2-7 (Arbeiten zu Text und Sprache im Alten Testament 24), St. Ottilien 1987
- Jeremia im Parteienstreit. Studien zur Textentwicklung von Jer 26, 36-43 und 45 als Beitrag zur Geschichte Jeremias, seines Buches und judäischer Parteien im 6. Jahrhundert (Bonner Biblische Beiträge 82), Frankfurt am Main: Anton Hain 1992
- Das masoretische und alexandrinische Sondergut des Jeremiabuches. Textgeschichtlicher Rang, Eigenarten, Triebkräfte (Orbis Biblicus et Orientalis 136), Vandenhoeck & Ruprecht, Freiburg Schweiz – Göttingen  1994.
- Deuterojeremianische Konkordanz (Arbeiten zu Text und Sprache im Alten Testament 63), St. Ottilien 1998
- Jeremia, der Tempel und die Aristokratie. Die patrizische (schafanidische) Redaktion des Jeremiabuches (Kleine Arbeiten zum Alten und Neuen Testament 1), Spenner, Waltrop 2000

Quelle: